# IAI Nammer
IAI Nammer (נמר "Báo", nhưng trong tiếng Hebrew còn có nghĩa là "Hổ") là một mẫu máy bay tiêm kích phát triển ở Israel vào cuối thập niên 1980 đầu thập niên 1990. Đây là một phiên bản hiện đại hóa của Kfir cho thị trường xuất khẩu.

## Tính năng kỹ chiến thuật (theo thiết kế)
Đặc điểm tổng quát
- Kíp lái: 1
- Chiều dài: 16.00 m (52 ft 6 in)
- Sải cánh: 8.22 m (27 ft 0 in)
- Chiều cao: 4.55 m (14 ft 11 in)
- Diện tích cánh: 34.8 m2 (375 ft2)
- Trọng lượng có tải: 16.511 kg (36.400 lb)
- Động cơ: 1 × various, lực đẩy 80-90 kN (18.000-20.000 lbf)

Hiệu suất bay
- Vận tốc cực đại: Mach 2.2
- Tầm bay: 1.382 km (859 dặm)
- Trần bay: 17.700 m (58.000 ft)

Vũ khí trang bị
- 2 × pháo DEFA 30 mm
- 6.270 kg (13.790 lb)